# Литорал (Камерун)
Вижте пояснителната страница за други значения на Литорал.
Литорал (на френски: Littoral) е един от регионите на Камерун. Населението му е 3 355 000 жители (по изчисления към януари 2015 г.), а има площ от 20 248 кв. км. Регионът е разделен на 4 департамента. Провинцията е преобразувана в регион след като президентът на страната обявява това през 2008 г.